# Sepsimagyarós
Sepsimagyarós (románul Măgheruș) falu Romániában Kovászna megyében.

## Fekvése
Sepsiszentgyörgytől 12 km-re délkeletre a Bodzai hegyek északi 
nyúlványainak előterében a Mocsár-patak völgyében fekszik, Uzonhoz tartozik.

## Története
Nevét mogyoróbokrokban gazdag vidékéről kapta. 1512-ben Monyijoros néven említik. 1910-ben 428, 1992-ben 109 magyar lakosa volt. A trianoni békeszerződésig Háromszék vármegye Sepsi járásához tartozott.

## Híres emberek
- Itt született Bartha László, aki 1767-ben németországi útinaplót írt.
- Itt született Koréh Ferenc újságíró, a sepsiszentgyörgyi Székely Nép szerkesztője.
- Itt született 1899-ben Pajor Győző főügyész, országgyűlési képviselő.
- Itt született Balogh Enikő Mária (1941–), gyógyszerész, kutatási területe a bentonitok fizikai-kémiai tulajdonságai, gyógyszerészeti felhasználhatósága. A marosvásárhelyi Gyógyszerész Kamara elnöke.

## Hivatkozások

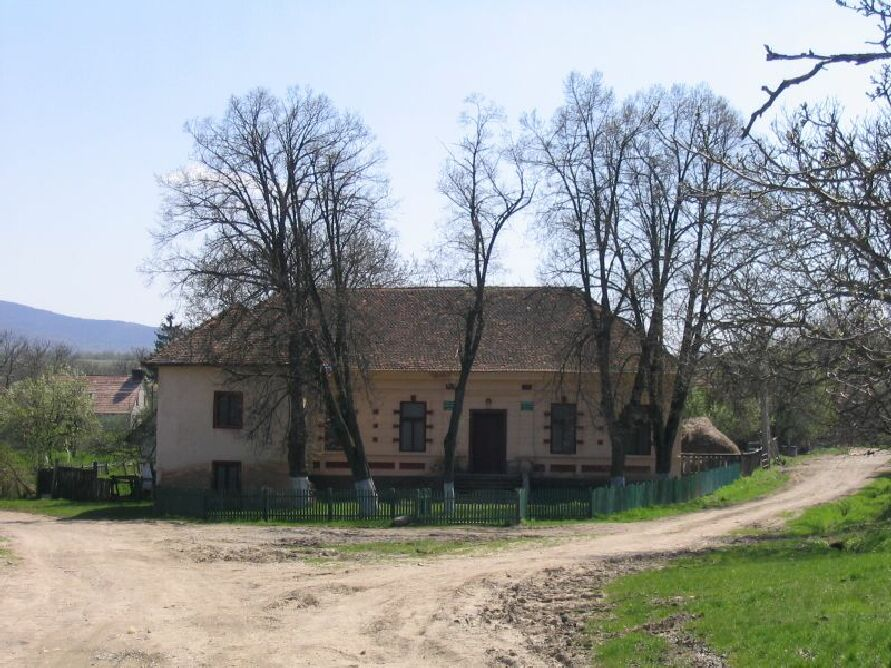
Művelődési ház